# Immanuelskyrkan, Malmö
Immanuelskyrkan i Malmö grundades 1866 och är en del av det svenska kyrkosamfundet Evangeliska frikyrkan. Tidigt hade man söndagsskola på flera platser runt om i Malmö och startade barnhem för barn som saknade fungerande familjer. Immanuelskyrkan serverade även mat till fattiga och var dessutom med om att starta flera andra församlingar runt om i Skåne. 
Den nuvarande kyrkan byggdes på 1950-talet och rymmer ca 350 personer. Genom arbetet vill Immanuelskyrkan  fortsätta det arbete som pågått i 150 år. Även om samhället förändrats vill församlingen fortsätta berätta om sin tro på Jesus och hjälpa de mest utsatta i vårt samhälle och i vår värld. Församlingen välkomnar alla oavsett sexuell läggning, etnicitet, ålder och kön.
Idag är Immanuelskyrkan en mångkulturell kyrka och närmare en tredjedel av församlingen har utländsk bakgrund. I församlingen finns det även en stor spridning i åldrar och man möts över generationsgränserna.